# Plexus choroideus
De plexus choroideus is een onderdeel in de hersenen, waar hersenvocht aangemaakt wordt. Dit gebeurt op plekken waar de pia mater en de weefselwand met elkaar in contact komen. Deze gebieden liggen aan de rand van de hersenventrikels. Het hersenvocht wordt voornamelijk in de plexus choroideus van de beide zijventrikels en in geringe mate door de plexus choroideus van de 3e en 4e ventrikel geproduceerd. Capillaire bloedvaten voeren bloed aan voor cellen van de plexus choroideus, die hieruit de componenten filteren die als hersenvocht in de ventrikels uitgescheiden worden.